# Phtalate de diméthyle
Pour les articles homonymes, voir DMP.
Le phtalate de diméthyle (ou diméthylphtalate/DMP) est un composé organique de formule chimique C6H4(COOCH3)2. C'est l'ester méthylique de l'acide phtalique C6H4(COOH)2. Il se présente sous la forme d'un liquide visqueux incolore, peu volatil et quasiment inodore, sensible à la lumière, et pratiquement insoluble dans l'eau. On l'obtient en deux étapes par réaction du méthanol CH3OH sur l'anhydride phtalique C6H4C2O3, qui alcoolyse rapidement ce dernier pour donner le demi-ester méthylique de l'acide phtalique, lequel peut subir à son tour une seconde estérification, plus lente, sous catalyse acide. Il se décompose à la chaleur en dégageant des vapeurs irritantes contenant du monoxyde de carbone CO et du dioxyde de carbone CO2.
Le phtalate de diméthyle est utilisé comme plastifiant ainsi que comme répulsif contre certains insectes. Il est considéré comme polluant.